# Shaw (rivier in West-Australië)
De Shaw is een rivier in de regio Pilbara in West-Australië.

## Geschiedenis
De Shaw heeft haar naam te danken aan de ontdekkingsreiziger Francis Thomas Gregory. Hij vernoemde de rivier op 21 augustus 1861 naar Norton Shaw, de toenmalige secretaris van de Royal Geographical Society.

## Geografie
De rivier is efemeer. Ze ontspringt aan de voet van het Chichestergebergte nabij Emu Springs en vloeit in noordelijke richting door Hillside. De rivier vervolgt haar weg in noordelijke richting, door de Gorge Range, om ongeveer 50 kilometer ten oosten van Port Hedland in de rivier De Grey uit te monden. De rivier, vooral haar benedenloop waarvan de rivierbedding tot anderhalve kilometer wijd kan zijn, heeft iets van een vlecht door de vele eilandjes erin. Long Island en Rocky Island liggen in de rivier. De Shaw stroomt ook door een meer dat Coondina Pool heet.
Er monden drieëntwintig waterlopen uit in de Shaw:
- Big Creek (372m)
- Haunted Hole Creek (320m)
- Western Shaw River (313m)
- Garden Creek (301m)
- Coolargarrack Creek (293m)
- Twelve Mile Creek (293m)
- Black Range Creek (273m)
- Ram Creek (273m)
- Five Mile Creek (262m)
- Tambourah Creek (251m)
- Canning Creek (245m)
- Shaw Patch Creek (231m)

- Tambina Creek (229m)
- Mulgandinnah Creek (203m)
- Cooglegong Creek (199m)
- Coolyia Creek (185m)
- Dalton Creek (180m)
- Callina Creek (177m)
- Leilira Creek (168m)
- Honeyeater Creek (161m)
- Minnieritchie Creek (141m)
- Caldera Creek (118m)
- Miralga Creek (97m)